# Escultura monumental Ballena Vallarta (Puerto Vallarta)
La estatua Ballena Vallarta también conocida como la Ballena Bailarina es una escultura de bronce ubicada en la entrada de la Marina Vallarta, en la ciudad de Puerto Vallarta, Jalisco. Fue inaugurada el 14 de marzo de 2001, y es obra del escultor mexicano Octavio González Gutiérrez.

## Historia
La estatua fue encargada por el Ayuntamiento de Puerto Vallarta a Octavio González Gutiérrez, un escultor mexicano reconocido por sus obras monumentales. El diseño de la estatua fue inspirado en una ballena jorobada, una especie que habita en las aguas del Pacífico mexicano.
El artista creó versiones en miniatura de esta obra de arte que se encuentran en las ciudades hermanas de Mission Texas y Highland Park III.

## Descripción
La estatua mide 8 metros de alto y 13 metros de largo. Está hecha de bronce y representa a una ballena jorobada nadando. La ballena tiene la cabeza levantada y la boca abierta. Su cuerpo es de color blanco y negro.

## Significado
La estatua Ballena Vallarta es un homenaje a las ballenas y a su importancia en el ecosistema. La ballena jorobada es una especie migratoria que viaja miles de kilómetros para reproducirse y alimentarse. Su presencia en las aguas del Pacífico mexicano es un símbolo de la riqueza natural de la región.